# Оптична система
Оптична система (на английски: optical system) е съвкупност от оптични елементи, през които при преминаване на светлината тя се (пречупва, отразява, претърпява дифракция и т.н. и която е създадена за формиране по определен начин на светлинните лъчи (в класическата оптика), на радиовълните (в радиооптиката), на заредени частици (в електронната и йонната оптика).
Оптична схема – графично представяне на процеса на изменение на светлината в оптичната система.
Оптичен инструмент (на английски: optical instrument) – оптична система, оформена конструктивно за изпълнение на конкретна задача, състояща се от поне един основен оптичен елемент. В конструкцията на оптичния инструмент могат да влизат източник на светлина и приемник.
Обикновено под оптични системи се подразбират системите, преобразуващи електромагнитно излъчване във видима светлина или в светлина от близките диапазони (ултравиолетов, инфрачервен). В такива системи преобразуването на светлинните лъчи става за сметка на пречупване и отражение на светлината, нейната дифракция, поглъщане или усилване на интензитета ѝ (в случая на лазер).
Типовете и разновидностите на оптичните системи са разнообразни, но обикновено се делят на изобразяващи системи, които формират оптично изображение и осветителни системи, преобразуващи светлинните лъчи от източника на светлина.

## Основни оптични елементи
Наричат се също оптични детайли.
Исторически такива елементи са:
- Лещи;
- Призми;
- огледала.

През XIX век те били допълнени с поляризатори и дифракционни елементи (дифракционна решетка).
През XX век се появяват:
- влакнесто-оптични елементи (гъвкави световоди);
- интерференчни елементи (като например тесноивични филтри и интерференчни огледала);
- холографски елементи (например – дебелослойни фотоплаки);
- елементи от нелинейната оптика (например – кристали за преобразуване на честотата.

## Принцип на действие
Оптичната система е предназначена за пространствено преобразуване на полето на излъчването преди оптичната система (в „пространството на предметите“) в поле след оптичната система (в „пространството на изображението“). Такова разделяне на „пространствата“ е съвсем условно, тъй като в някои случаи двете пространства могат да съвпадат (например при използването на огледала).
Преобразуването на полето от пространството на предметите в пространството на изображението става с използването на подходящи оптични елементи, като в основата на преобразуването лежи физическото явление интерференция на светлината. В много случаи обаче за обяснение на действието на оптичния елемент върху лъчите е напълно достатъчно да се използва опростен геометричен модел, без да се разкрива ролята на интерференцията. Този подход се нарича геометрична оптика и е разработен въз основа на допускането за безкрайно малка дължина на вълната на излъчването и оптична хомогенност на средата.
Когато обаче се налага да се отчитат вълновите свойства на светлината и крайния размер на дължина на вълната на светлината, геометричната оптика става неточна, защото ефектите от дифракция стават забележими.

### Параксиално приближение
Даже и когато дифракционните ефекти могат да се пренебрегнат, геометричната оптика предсказва хода на лъчите със задоволителна точност само тогава, когато те падат върху повърхностите на работните оптични елементи под малък ъгъл спрямо оста и на малко разстояние от точката на падане. Такива лъчи се наричат параксиални лъчи.
В обратния случай се наблюдават съществени отклонения в хода на лъчите, наречени аберация. Те могат да бъдат намалени с усложняване на оптичната система (добавяне на елементи), отказ от използването на сферични повърхности и замяната им с по-сложни, което значително усложнява изработката им, а също и чрез създаване на оптични материали прозрачни във все по-широк спектрален диапазон и имащи все по-голям показател на пречупване. В тази посока работи специален сектор от оптико-механичната индустрия, исторически сързана с производството на оптично стъкло и други оптични материали – както аморфни, така и кристални.
Някои аберации (например, хроматичната) се проявяват и при параксиалните лъчи.

### Поглъщане на светлината
Освен да преобразува пространствено полето на излъчване всеки оптичен елемент винаги отслабва неговия интензитет поради загуби от поглъщане. За намаляване на тези загуби се използват специални оптични покрития – антиотражателни (просветляващи) покрития. Особено важно е да се вземат мерки срещу поглъщането на светлината при влакнесто-оптичните елементи.
Отслабването на интензитета на светлината може и да е полезно – например при слънчевите очила или при избирателно поглъщане на определени цветове – цветни светофилтри.